# Panamski prekop
Panamski prekop (špansko Canal de Panamá) je prekop, ki seka Panamsko ožino in s tem povezuje Atlantski in Tihi ocean. Odprt je bil 15. avgusta 1914 in je dolg 82 km. Prekop danes uporablja več kot 80 držav, na njem pa se stika 144 mednarodnih pomorskih poti.
Zapornice na vsakem koncu dvignejo ladje do Gatunskega jezera, umetnega sladkovodnega jezera 26 metrov nad morsko gladino, ki je nastalo z zajezitvijo reke Chagres in jezera Alajuela, da se zmanjša količina izkopavanja, potrebnega za prekop, nato pa se ladje spustijo na drugi konec. Pri enem prehodu ladje se porabi povprečno 200.000.000 litrov sveže vode.
Bližnjica preko Panamskega prekopa močno skrajša čas za potovanje ladij med Atlantskim in Tihim oceanom, kar jim omogoča, da se izognejo dolgi in nevarni poti okoli rta Horn okoli najjužnejšega konca Južne Amerike prek Drakovega ali Magellanovega preliva. Gre za enega največjih in najtežjih inženirskih projektov, ki so se jih kdaj lotili.
Kolumbija, Francija in pozneje Združene države Amerike so med gradnjo nadzorovale ozemlje okoli prekopa. Francija je začela dela na prekopu leta 1881, vendar se je ustavila zaradi pomanjkanja zaupanja investitorjev zaradi inženirskih težav in visoke stopnje umrljivosti delavcev. Združene države so projekt prevzele leta 1904 in prekop odprle leta 1914. ZDA so še naprej nadzorovale prekop in okoliško cono Panamskega prekopa, dokler Torrijos–Carterjeva pogodba ni predvidela njegove predaje Panami leta 1977. Po obdobju skupnega ameriške-panamskega nadzora je prekop leta 1999 prevzela panamska vlada. Zdaj ga upravlja in vzdržuje vladna uprava Panamskega prekopa (špansko Autoridad del Canal de Panamá (ACP)).
Prvotne zapornice so bile široke 33,5 metra. Tretji, širši pas zapornic je bil zgrajen med septembrom 2007 in majem 2016. Razširjena plovna pot je začela komercialno obratovati 26. junija 2016. Nove zapornice omogočajo tranzit večjih ladij NeoPanamax.
Letni promet se je povečal s približno 1000 ladij leta 1914, ko je bil prekop odprt, na 14.702 plovil leta 2008, kar je skupno 333,7 milijona ton Panamskega prekopa/univerzalnega merilnega sistema (PC/UMS). Do leta 2012 je skozi prekop šlo več kot 815.000 plovil. Leta 2017 so ladje v povprečju potrebovale 11,38 ure, da so preplule med dvema zunanjima zapornicama prekopa. Ameriško združenje gradbenih inženirjev je Panamski prekop uvrstilo med sedem čudes sodobnega sveta. Kanal ogroža nizek vodostaj ob suši in zaradi podnebnih sprememb.

## Zgodovina

### Zgodnji predlogi v Panami
Najzgodnejši zapis o kanalu čez Panamsko ožino je bil leta 1534, ko je Karel V., cesar Svetega rimskega cesarstva in španski kralj, naročil raziskavo poti skozi obe Ameriki, da bi olajšal potovanje ladjam med Španijo in Perujem. Španci so želeli pridobiti vojaško prednost pred Portugalci.
Leta 1668 je angleški zdravnik in filozof sir Thomas Browne v svojem enciklopedičnem delu Pseudodoxia Epidemica špekuliral, da je »morje je prežrlo nekaj ožine, drugo pa posekala lopata: in če bo politika dopuščala, bo Panama v Ameriki nadvse vredna tega poskusa: oddaljena je le nekaj milj in bi odprla krajšo pot do Vzhodne Indije in Kitajske.«
Glede na strateško lego Paname in potencial njene ozke ožine, ki ločuje dva velika oceana, so v preteklih letih poskušali vzpostaviti druge trgovinske povezave na tem območju. Eden zgodnjih primerov tega je bila nesrečna shema Darien, ki jo je začela Kraljevina Škotska leta 1698 za vzpostavitev kopenske trgovske poti. Na splošno negostoljubni pogoji so preprečili prizadevanje in aprila 1700 so projekt opustili. Leta 1788 so Američani predlagali, da bi prekop zgradili Španci, saj so nadzirali kolonije, kjer bi ga zgradili. Rekli so, da bi bila to manj zahrbtna pot za ladje kot obhod južne konice Južne Amerike in da bi tropski oceanski tokovi naravno razširili kanal po izgradnji. Med ekspedicijo med letoma 1788 in 1793 je Alessandro Malaspina začrtal načrte za izgradnjo kanala.
V poznem 18. in zgodnjem 19. stoletju so v drugih državah zgradili številne prekope. Uspeh prekopa Erie skozi osrednji New York v ZDA v 1820-ih in propad španskega cesarstva v Latinski Ameriki sta povzročila vse večje zanimanje Američanov za gradnjo medoceanskega prekopa. Z začetkom leta 1826 so ameriški uradniki začeli pogajanja z Veliko Kolumbijo (današnja Kolumbija, Venezuela, Ekvador in Panama), v upanju, da bodo pridobili koncesijo za gradnjo prekopa. Ljubosumen na novo pridobljeno neodvisnost in v strahu nadvlade močnejših Združenih držav so predsednik Simón Bolívar in uradniki Nove Granade zavrnili ameriške ponudbe. Po propadu Velike Kolumbije je Nova Granada ostala nestabilna pod nenehnimi vladnimi spletkami.

Velika Britanija je poskušala zgraditi kanal leta 1843. Glede na New-York Daily Tribune, 24. avgusta 1843, sta Barings Bank of London in Republika Nova Granada sklenili pogodbo za gradnjo prekopa čez Dariensko vrzel (Panamska ožina). Omenili so ga kot Atlantski in Pacifiški kanal in bil je povsem britanski podvig. Načrt, ki naj bi bil dokončan v petih letih, ni bil nikoli uresničen. Skoraj istočasno so se pojavile druge zamisli, vključno s prekopom (in/ali železnico) čez mehiško Tehuantepeško ožino. Tudi to se ni razvilo.
Leta 1846 je pogodba Mallarino–Bidlack, sklenjena med ZDA in Novo Granado, podelila Združenim državam tranzitne pravice in pravico do vojaškega posredovanja v ožini. Leta 1848 je odkritje zlata v Kaliforniji na zahodni obali Združenih držav ponovno vzbudilo zanimanje za prekop med Atlantskim in Tihim oceanom. William Henry Aspinwall, ki je približno v istem času dobil zvezno subvencijo za gradnjo in upravljanje pacifiških poštnih parnikov, je imel koristi od odkritja zlata. Aspinwallova pot je vključevala odseke parnika od New Yorka do Paname in od Paname do Kalifornije, s prevozom po kopnem skozi Panamo. Ta pot s kopenskim delom v Panami je bila kmalu pogosto uporabljena, saj je zagotavljala eno najhitrejših povezav med San Franciscom v Kaliforniji in mesti na vzhodni obali, skupaj približno 40 dni tranzita. Skoraj vse zlato, ki so ga poslali iz Kalifornije, je šlo po tej panamski poti. Več novih in večjih parnih ladij je kmalu začelo voziti po tej novi poti, vključno z zasebnimi parniki v lasti ameriškega podjetnika Corneliusa Vanderbilta, ki so uporabljali kopensko pot skozi Nikaragvo in nesrečno SS Central America.
Leta 1850 so Združene države začele graditi Panamsko kanalsko železnico (danes imenovano Panamska železnica), da bi prečkala ožino; odprli so jo leta 1855. Ta kopenska povezava je postala pomemben del infrastrukture zahodne poloble, kar je močno olajšalo trgovino. Kasnejša kanalska pot je bila zgrajena vzporedno z njo, saj je pomagala pri krčenju gostih gozdov. Celotna vodna pot med oceanoma je bila še vedno cilj. Leta 1855 je William Kennish, inženir, rojen v Manxu, ki je delal za vlado Združenih držav, pregledal ožino in izdal poročilo o poti za predlagani Panamski prekop. Njegovo poročilo je bilo objavljeno kot knjiga z naslovom Praktičnost in pomen ladijskega kanala za povezavo Atlantskega in Tihega oceana.
Leta 1876 sta Lucien Napoléon Bonaparte Wyse in njegov glavni pomočnik Armand Réclus, oba častnika in inženirja francoske mornarice, raziskala več poti v regijah Darien-Atrato in podala predloge, vključno z gradnjo predorov in zapornic. Drugi raziskovalni obisk ožine se je začel 6. decembra 1877, kjer sta bili raziskani dve poti v Panami, pot San Blas in pot od Limonskega zaliva do mesta Panama, sedanja pot preko prekopa. Francozi so dosegli uspeh pri izgradnji Sueškega prekopa na Bližnjem vzhodu. Čeprav je bil to dolgotrajen projekt, so jih spodbudili k načrtovanju prekopa, ki bi prečkal Panamsko ožino. Wyse je odšel v Bogoto in 20. marca 1878 v imenu Société Civile Internationale du Canal Interocéanique par l'isthme du Darien, ki jo je vodil general Étienne Türr, s kolumbijsko vlado podpisal pogodbo, znano kot koncesija Wyse, da zgraditi medoceanski prekop skozi Panamo.

### Francoski gradbeni poskusi, 1881–1899
Prvi poskus izgradnje prekopa skozi takratno kolumbijsko provinco Panamo se je začel 1. januarja 1881. Projekt je navdihnil diplomat Ferdinand de Lesseps, ki je v Franciji uspel zbrati znatna sredstva zaradi velikih dobičkov, ustvarjenih s svojo uspešno gradnjo Sueškega prekopa. Čeprav je moral biti Panamski prekop dolg le 40 odstotkov kot Sueški prekop, je bil veliko večji inženirski izziv zaradi kombinacije tropskih deževnih gozdov, izčrpavajočega podnebja, potrebe po zapornicah in pomanjkanja kakršne koli starodavne poti.
Lesseps je želel prekop na gladini morja (kot Sueški), vendar je mesto obiskal le nekajkrat, v sušnem obdobju, ki traja le štiri mesece na leto. Njegovi možje niso bili pripravljeni na deževno sezono, med katero je reka Chagres, kjer se je prekop začel, postala hud hudournik, ki se je dvignil do 10 m. Gosta džungla je bila živa s strupenimi kačami, žuželkami in pajki, a najhujši izzivi so bili rumena mrzlica, malarija in druge tropske bolezni, ki so ubile na tisoče delavcev; do leta 1884 je stopnja smrtnosti znašala več kot 200 na mesec. Javnozdravstveni ukrepi so bili neučinkoviti, ker vloga komarjev kot prenašalcev bolezni takrat ni bila znana. Razmere so v Franciji omalovaževali, da bi se izognili težavam pri zaposlovanju, vendar je zaradi visoke stopnje umrljivosti težko ohraniti izkušeno delovno silo.
Delavci so morali nenehno širiti glavni vrez skozi goro pri Culebri in zmanjševati kote pobočij, da bi čim bolj zmanjšali plazove. Pri gradnji prekopa so bile uporabljene parne lopate, kupljene pri Bay City Industrial Works, podjetju v lasti Williama L. Clementsa v Bay Cityju v Michiganu. Uporabljali so tudi verižne bagre z žlicami, ki so jih proizvajali Alphonse Couvreux in Wehyer & Richemond ter Buette. Druga mehanska in električna oprema je imela omejene zmogljivosti, jeklena oprema pa je v deževnem podnebju hitro rjavela.ref>»Read our history: The French Canal Construction«. Panama Canal Authority. Arhivirano iz spletišča dne 15. decembra 2014. Pridobljeno 3. septembra 2007.</ref>
V Franciji je Lesseps ohranjal naložbe in ponudbo delavcev še dolgo potem, ko je bilo očitno, da cilji niso bili doseženi, vendar je na koncu denarja zmanjkalo. Francosko podjetje je propadlo leta 1889, potem ko je domnevno porabilo 287.000.000 USD; približno 22.000 moških je umrlo zaradi bolezni in nesreč, prihranki 800.000 vlagateljev pa so bili izgubljeni. Delo je bilo prekinjeno 15. maja in v škandalu, ki je sledil, znanem kot panamska afera, so bili nekateri od odgovornih preganjani, vključno z Gustavom Eifflom. Lesseps in njegov sin Charles sta bila spoznana za kriva poneverbe sredstev in obsojena na pet let zapora. Ta obsodba je bila pozneje razveljavljena in oče, star 88 let, ni bil nikoli zaprt.
Leta 1894 je bilo ustanovljeno drugo francosko podjetje, Compagnie Nouvelle du Canal de Panama, ki je prevzelo projekt. Minimalna delovna sila nekaj tisoč ljudi je bila zaposlena predvsem za izpolnjevanje pogojev kolumbijske koncesije za Panamski prekop, za vodenje Panamske železnice in za vzdrževanje obstoječih izkopov in opreme v prodajnem stanju. Podjetje je iskalo kupca za ta sredstva z izklicno ceno 109.000.000 ameriških dolarjev. Medtem so nadaljevali z dovolj aktivnosti za ohranitev svoje franšize. Phillipe Bunau-Varilla, francoski direktor družbe New Panama Canal Company, je sčasoma uspel prepričati Lessepsa, da je kanal z zapornico in jezerom bolj realističen kot kanal na morski gladini. Comité Technique, tehnični odbor na visoki ravni, je ustanovila Compagnie Nouvelle, da bi pregledala študije in delo – ki je že končano in še poteka – ter pripravila najboljši načrt za dokončanje kanala. Odbor je prispel na ožino februarja 1896 in se takoj, tiho in učinkovito lotil svojega dela oblikovanja najboljšega možnega načrta prekopa, ki so ga predstavili 16. novembra 1898. Mnogi vidiki načrta so bili načeloma podobni prekopu, ki je bil končno zgradili Američani leta 1914. To je bil zaporni kanal z dvema visokima jezeroma za dvig ladij navzgor in čez celinsko ločnico. Dvojne zapornice bi bile dolge 225 m in globoke približno 9 m; ena komora vsakega para bi bila široka 25 m, druga 18 m. Bilo bi osem nizov zapornic, dva v Bohio Soldado in dva v Obispu na strani Atlantika; en v Paraisu, dva v Pedru Miguelu in en v Mirafloresu na Pacifiku. Umetna jezera bi nastala z zajezitvijo reke Chagres pri Bohiu in Alhajueli, kar bi zagotovilo nadzor nad poplavami in električno energijo.

### Pridobitev Združenih držav Amerike
V tem času sta se predsednik in senat Združenih držav zanimala za vzpostavitev prekopa čez ožino, pri čemer so bili nekateri naklonjeni prekopu čez Nikaragvo, drugi pa so zagovarjali nakup francoskih interesov v Panami. Bunau-Varilla, ki je iskal ameriško vpletenost, je zahteval 100 milijonov dolarjev, vendar je sprejel 40 milijonov dolarjev glede na nikaragovsko možnost. Junija 1902 je ameriški senat glasoval za Spoonerjev zakon, da bi sledil panamski možnosti, pod pogojem, da je bilo mogoče pridobiti potrebne pravice.
22. januarja 1903 sta državni sekretar Združenih držav Amerike John M. Hay in kolumbijski odgovorni dr. Tomás Herrán podpisala pogodbo Hay–Herrán. Za 10 milijonov dolarjev in letno plačilo bi Združenim državam odobrila obnovljivi najem za nedoločen čas od Kolumbije na zemljišču, predlaganem za prekop. Pogodbo je ameriški senat ratificiral 14. marca 1903, vendar je senat Kolumbije ni ratificiral. Bunau-Varilla je predsedniku Theodoru Rooseveltu in Hayu povedal o morebitnem uporu panamskih upornikov, ki so se želeli ločiti od Kolumbije in upali, da bodo Združene države podprle upornike z ameriškimi enotami in denarjem.
Roosevelt je spremenil taktiko, ki je deloma temeljila na pogodbi Mallarino–Bidlack iz leta 1846, in je aktivno podpiral ločitev Paname od Kolumbije. Kmalu po priznanju Paname je podpisal pogodbo z novo panamsko vlado pod pogoji, podobnimi Hay-Herránovi pogodbi.
2. novembra 1903 so ameriške vojaške ladje blokirale morske poti pred morebitnimi premiki kolumbijskih čet na poti, da bi zadušile panamski upor. Panama je razglasila neodvisnost 3. novembra 1903. Združene države so hitro priznale novo državo. To se je zgodilo tako hitro, da so v času, ko je kolumbijska vlada v Bogoti sprožila odgovor na panamsko vstajo, ameriške enote že vstopile v uporniško provinco. Kolumbijske enote, poslane v Panamo, so bile na hitro zbrane obveznike z malo usposabljanja. Medtem ko bi ti naborniki morda lahko premagali panamske upornike, ne bi mogli premagati enot ameriške vojske, ki so podpirale panamske upornike. Razlog, da so poslali vojsko nabornikov, je bil, da je bil to najboljši odziv, ki so ga Kolumbijci lahko zbrali, saj si je Kolumbija še vedno opomogla od državljanske vojne med liberalci in konservativci od oktobra 1899 do novembra 1902, znane kot »tisočdnevna vojna«. ZDA so se popolnoma zavedale teh pogojev in so jih celo vključile v načrtovanje intervencije v Panami, saj so ZDA delovale kot arbiter med obema stranema. Mirovna pogodba, ki je končala »tisočdnevno vojno«, je bila podpisana na ladji USS Wisconsin 21. novembra 1902. Medtem ko so bile v pristanišču, so ZDA v Panamo z mirovno delegacijo pripeljale tudi inženirske ekipe, da bi začele načrtovati gradnjo prekopa, preden so ZDA sploh uspele pridobil pravico do gradnje prekopa. Vsi ti dejavniki bi povzročili, da Kolumbijci ne bi mogli zadušiti panamskega upora in izgnati enot Združenih držav, ki zasedajo to, kar je danes neodvisna država Panama.
6. novembra 1903 je Philippe Bunau-Varilla kot panamski veleposlanik v ZDA podpisal pogodbo Hay–Bunau-Varilla, s katero je Združenim državam podelil pravice do izgradnje in neomejenega upravljanja območja Panamskega prekopa in njegove obrambe. To se včasih napačno razlaga kot »99-letni najem« zaradi zavajajočega besedila v 22. členu pogodbe. Mnogi Panamci so pogodbo skoraj takoj obsodili kot kršitev nove nacionalne suverenosti njihove države. To je kasneje postalo sporno diplomatsko vprašanje med Kolumbijo, Panamo in Združenimi državami.
Predsednik Roosevelt je slavno izjavil: »Vzel sem ožino, začel prekop in nato zapustil kongres, ne da bi razpravljal o prekopu, ampak da bi razpravljal o meni«. Več strani v Združenih državah je to označilo za vojno dejanje proti Kolumbiji: New York Times je podporo, ki so jo Združene države dale Bunau-Varilla, opisal kot »dejanje grdega osvajanja«. New York Evening Post je označil to je »vulgaren in plačanski podvig«. Manevri ZDA se pogosto navajajo kot klasičen primer ameriške topniške diplomacije v Latinski Ameriki in najboljša ilustracija tega, kar je Roosevelt mislil s starim afriškim pregovorom: »Govori tiho in nosi velika palica [in] daleč boš prišel«. Po revoluciji leta 1903 je Republika Panama do leta 1939 postala protektorat ZDA.
Leta 1904 so Združene države kupile francosko opremo in izkopavanja, vključno s Panamsko železnico, za 40 milijonov ameriških dolarjev, od katerih se je 30 milijonov nanašalo na dokončana izkopavanja, predvsem v Culebra vkopu, ocenjena na približno 1,00 dolar na kubični jard. Združene države so novi državi Panami plačale 10 milijonov dolarjev in vsako naslednje leto po 250.000 dolarjev.
Leta 1921 sta Kolumbija in Združene države sklenile pogodbo Thomson–Urrutia, v kateri so se Združene države strinjale, da bodo Kolumbiji plačale 25 milijonov dolarjev: 5 milijonov dolarjev ob ratifikaciji in štiri letna plačila po 5 milijonov dolarjev ter Kolumbiji podelile posebne privilegije v kanalski coni. V zameno je Kolumbija priznala Panamo kot neodvisno državo.

### Združene države Amerike so zgradile Panamski prekop, 1904–1914
ZDA so uradno prevzele nadzor nad lastnino prekopa 4. maja 1904, pri čemer so od Francozov podedovale osiromašeno delovno silo in ogromno zgradb, infrastrukture in opreme, večinoma v slabem stanju. Za nadzor gradnje je bila ustanovljena vladna komisija ZDA, Komisija za Isthmian Canal (ICC); dobil je nadzor nad cono Panamskega prekopa, nad katero so Združene države izvajale suverenost. Komisija je poročala neposredno vojnemu sekretarju Williamu Howardu Taftu in je dobila navodila, naj se izogne neučinkovitosti in korupciji, ki sta Francoze pestili 15 let prej.
6. maja 1904 je predsednik Theodore Roosevelt imenoval Johna Findleyja Wallacea, nekdanjega glavnega inženirja in končno generalnega direktorja Illinois Central Railroad, za glavnega inženirja projekta Panamski prekop. Preobremenjen zaradi države, ki jo je prizadela bolezen, in prisiljen uporabljati pogosto dotrajano francosko infrastrukturo in opremo ter razočaran nad preveč birokratskim ICC, je Wallace junija 1905 nenadoma odstopil. ICC je imenoval novega predsednika, Theodora P. Shontsa, in imenovan je bil nov glavni inženir, John Frank Stevens, samoizobraženi inženir, ki je zgradil Veliko severno železnico. Stevens ni bil član ICC; na birokracijo je vedno bolj gledal kot na resno oviro, mimo komisije in prošnje in zahteve pošiljal neposredno Rooseveltovi administraciji v Washingtonu, DC.
Eden od Stevensovih prvih dosežkov v Panami je bila gradnja in obnova stanovanj, kavarn, hotelov, vodnih sistemov, servisnih delavnic, skladišč in druge infrastrukture, ki jo potrebuje na tisoče prihajajočih delavcev. Stevens je začel prizadevanje za zaposlovanje, da bi privabil na tisoče delavcev iz Združenih držav in drugih območij, da pridejo delat v Canal Zone. Delavci s Karibov - imenovani »afro-panamci« - so prišli v velikem številu in mnogi so se za stalno naselili. Stevens je poskušal zagotoviti namestitev, v kateri bi lahko delavci delali in živeli v razumni varnosti in udobju. Ponovno je vzpostavil in razširil tudi železnico, ki se je izkazala za ključno pri prevozu milijonov ton zemlje od vreza skozi gore do jezu čez reko Chagres.
Polkovnik William C. Gorgas je bil leta 1904 imenovan za glavnega sanitarnega uradnika pri projektu gradnje prekopa. Gorgas je izvedel vrsto ukrepov za zmanjšanje širjenja smrtonosnih bolezni, zlasti rumene mrzlice in malarije, za kateri je bilo nedavno dokazano, da jo prenašajo komarji po okužbi, delo kubanskega epidemiologa dr. Carlosa Finlaya in ameriškega patologa dr. Walterja Reeda. Naložbe so bile izvedene v obsežne sanitarne projekte, vključno z mestnimi vodovodnimi sistemi, zaplinjevanjem zgradb, škropljenjem območij, kjer se razmnožujejo žuželke, z oljem in larvicidom, namestitvijo mrež proti komarjem in okenskih zaves ter odstranjevanjem stoječe vode. Kljub nasprotovanju komisije (en član je rekel, da so njegove ideje nerodne) je Gorgas vztrajal in ko je prišel Stevens, se je zavzel za projekt. Po dveh letih obsežnega dela so bile bolezni, ki jih širijo komarji, skoraj odpravljene. Tudi po vsem tem trudu je približno 5600 delavcev umrlo zaradi bolezni in nesreč med fazo gradnje kanala v ZDA.
Leta 1905 je bila ameriška inženirska komisija pooblaščena za pregled načrta kanala, ki še ni bil dokončan. Januarja 1906 je komisija z večino osem proti pet priporočila predsedniku Rooseveltu kanal na morski gladini, kot so ga poskusili Francozi in začasno opustili leta 1887 za sistem desetih zapornic, ki ga je zasnoval Philippe Bunau -Varilla in dokončno leta 1898 za prekop z zapornico in jezerom, ki ga je zasnoval Comité Technique Compagnie Nouvelle de Canal de Panama, kot ga je leta 1879 zamislil Adolphe Godin de Lépinay. Toda leta 1906 je bil Stevens, ki je videl Chagres v polni poplavi, poklican v Washington; pristop na morski gladini je razglasil za »popolnoma nevzdržen predlog«. Zagovarjal je prekop, ki uporablja sistem zapornic za dvigovanje in spuščanje ladij iz velikega rezervoarja 26 m nad morsko gladino. Tako bi nastal največji jez (Gatunski jez) in največje umetno jezero (Gatunsko jezero) na svetu v tistem času. Vodo za ponovno polnjenje zapornic bi vzeli iz Gatunskega jezera z odpiranjem in zapiranjem ogromnih vrat in ventilov ter pustili gravitaciji, da poganja vodo iz jezera. Gatunsko jezero bi se povezovalo s Pacifikom skozi gore na Gaillard (Culebra) vkopu. Za razliko od Godina de Lépinaya z Congrès International d'Etudes du Canal Interocéanique je Stevens uspešno prepričal Roosevelta o nujnosti in izvedljivosti te alternativne sheme.
Gradnja prekopa z zapornicami je zahtevala izkop več kot 13 milijonov m³ materiala in nad 23 milijonov m³, ki so jih izkopali Francozi. Američani so v najkrajšem možnem času zamenjali ali nadgradili staro, neuporabno francosko opremo z novo gradbeno opremo, ki je bila zasnovana za veliko večji in hitrejši obseg dela. Kupljeni sta bili 102 veliki parni lopati, nameščeni na železnici, 77 od Bucyrus-Erie in 25 od Marion Power Shovel Company. Tem so se pridružili ogromni žerjavi na parni pogon, velikanski hidravlični drobilniki kamnin, mešalci betona, strgači in pnevmatski električni vrtalniki, ki so bili skoraj vsi izdelani z novo, obsežno tehnologijo gradnje strojev, razvito in izdelano v Združenih državah. Železnico je bilo treba tudi temeljito posodobiti s težkimi dvotirnimi tirnicami na večini proge, da bi lahko sprejeli nov vozni park. Na mnogih mestih je novo Gatunsko jezero poplavilo preko prvotne železniške proge, zato je bilo treba zgraditi novo progo nad vodno gladino jezera.
Med letoma 1912 in 1914 je potekala polemika o pristojbini za prekop.

### Goethals zamenja Stevensa na mestu glavnega inženirja
Leta 1907 je Stevens odstopil kot glavni inženir. Njegovo nadomestilo, ki ga je imenoval predsednik Theodore Roosevelt, je bil major ameriške vojske George Washington Goethals iz inženirskega zbora ameriške vojske. Kmalu so ga povišali v podpolkovnika in kasneje v generala, bil je močan vodja, izurjen v West Pointu, in gradbeni inženir z izkušnjami s prekopi (za razliko od Stevensa). Goethals je usmerjal delo v Panami do uspešnega zaključka leta 1914, dve leti pred ciljnim datumom 10. junija 1916.
Goethals je inženirsko in izkopno delo razdelil na tri oddelke: atlantski, osrednji in pacifiški. Atlantska divizija pod poveljstvom majorja Williama L. Siberta je bila odgovorna za gradnjo ogromnega valobrana na vhodu v zaliv Limon Bay, zapornic Gatun in njihovega pristopnega kanala 5,6 km ter ogromnega jezu Gatuna. Pacifiška divizija pod vodstvom Sydneyja B. Williamsona (edinega civilnega člana te visoke ekipe) je bila podobno odgovorna za pacifiški 4,8 km valobran v Panamskem zalivu, pristopni kanal do zapornic in Miraflores in zapornice Pedro Miguel ter z njimi povezani jezovi in rezervoarji.
Centralni diviziji pod poveljstvom majorja Davida du Bosea Gaillarda iz inženirskega korpusa vojske Združenih držav je bil dodeljen eden najtežjih delov: izkopavanje vkopa Culebra skozi celinsko ločnico za povezavo Gatunskega jezera s pacifiškimi zapornicami Panamskega prekopa.
10. oktobra 1913 je predsednik Woodrow Wilson iz Bele hiše po telegrafu poslal signal, ki je sprožil eksplozijo, ki je uničila nasip Gamboa. To je poplavilo Culebra vkop, s čimer sta se preko Panamskega prekopa združila Atlantsk in Tihi ocean. Alexandre La Valley (plavajoči žerjav, ki ga je izdelalo podjetje Lobnitz & Company in splovilo leta 1887) je bilo prvo plovilo na lastni pogon, ki je prečkalo prekop iz oceana v ocean. Ta ladja je med gradnjo postopoma prečkala kanal iz Atlantika in končno dosegla Pacifik 7. januarja 1914.SS Cristobal (tovorna in potniška ladja, ki jo je zgradil Maryland Steel in je bila splovljena leta 1902 kot SS Tremont) 3. avgusta 1914 je bila prva ladja, ki je preplula kanal iz oceana v ocean.
Gradnja prekopa je bila končana leta 1914, 401 leto po tem, ko so Panamo prvič po kopnem prečkali Evropejci v skupini konkvistadorjev Vasca Núñeza de Balboe. Združene države so porabile skoraj 500 milijonov dolarjev (približno enako 14,6 milijarde dolarjev leta 2022)1276 za dokončanje projekta. To je bil daleč največji ameriški inženirski projekt doslej. Prekop je bil uradno odprt 15. avgusta 1914 s prehodom tovorne ladje SS Ancon.
Odprtje Panamskega prekopa leta 1914 je povzročilo velik upad prometa vzdolž čilskih pristanišč zaradi sprememb pomorskih trgovskih poti, kljub zaprtju prekopa za skoraj sedem mesecev po zemeljskem plazu v Culebra vkopu 18. septembra 1915. Razcvet ovčereje v južni Patagoniji je utrpel velik udarec zaradi spremembe trgovskih poti, prav tako gospodarstvo Falklandskih otokov.
V tem času je Komisija za Isthmian Canal najela Ernesta "Red" Hallena, da dokumentira napredek dela.
Leta 1914 so kupili parne lopate iz Panamskega prekopa in jih dali v uporabo v rudniku bakra Chuquicamata v severnem Čilu.
- Parna lopata Marion pri izkopavanju Panamskega prekopa leta 1908
- Zapornice Panamskega prekopa v gradnji leta 1910
- Prva ladja, ki je preplula prekop, SS Ancon, je plula skozi prekop 15. avgusta 1914
- Španski delavci, ki delajo na Panamskem prekopu v zgodnjih 1900-ih

### Kasnejši razvoj dogodkov
Do leta 1930 je oskrba z vodo postala problem za prekop, kar je spodbudilo izgradnjo jezu Madden čez reko Chagres nad Gatunskim jezerom. Z jezom, dokončanim leta 1935, je nastalo jezero Madden (kasneje jezero Alajuela), ki zagotavlja dodatno skladiščenje vode za prekop. Leta 1939 se je začela gradnja nadaljnjih večjih izboljšav: nov sklop zapornic, ki je bil dovolj velik za prevoz večjih vojaških ladij, ki so jih Združene države takrat gradile in nameravale nadaljevati z gradnjo. Dela so potekala več let in na novih pristopnih kanalih so bila opravljena obsežna izkopavanja, vendar je bil projekt po drugi svetovni vojni preklican.
Po drugi svetovni vojni je ameriški nadzor nad prekopom in območjem prekopa, ki ga obkroža, postal sporen; odnosi med Panamo in ZDA so postajali vse bolj napeti. Mnogi Panamci so menili, da Cona upravičeno pripada Panami; Študentski protesti so se odzvali z ograjevanjem območja in povečano vojaško prisotnostjo tam. Zahteve, da ZDA predajo prekop Panami, so se povečale po sueški krizi leta 1956, ko so ZDA s finančnim in diplomatskim pritiskom prisilile Francijo in Združeno kraljestvo, da opustita svoj poskus ponovnega prevzema nadzora nad Sueškim prekopom, ki ga je pred tem nacionaliziral Naserjev režim v Egiptu. Panamski nemiri so kulminirali v nemirih na dan mučenikov, 9. januarja 1964, ko je bilo ubitih okoli 20 Panamcev in 3–5 ameriških vojakov.
Trajanje: 6 minut in 47 sekund. 6:47
Desetletje kasneje, leta 1974, so se začela pogajanja za rešitev, ki so se končala s pogodbami Torrijos–Carter. 7. septembra 1977 sta pogodbo podpisala predsednik ZDA Jimmy Carter in Omar Torrijos, de facto voditelj Paname. To je sprožilo proces podelitve Panamcem prostega nadzora nad prekopom, dokler je Panama podpisala pogodbo, ki zagotavlja trajno nevtralnost prekopa. Pogodba je privedla do popolnega panamskega nadzora, ki je začel veljati opoldne 31. decembra 1999, in Uprava Panamskega prekopa (ACP) je prevzela poveljstvo nad plovno potjo. Panamski prekop ostaja eden glavnih virov dohodka za Panamo.
Pred to predajo je vlada Paname organizirala mednarodno ponudbo za pogajanja o 25-letni pogodbi za upravljanje pristanišč za prevoz kontejnerjev, ki so na izhodih prekopa v Atlantik in Pacifik. Pogodba ni bila povezana z operacijami ACP ali Panamskega prekopa in jo je dobilo podjetje Hutchison Whampoa, hongkonški ladijski interes v lasti Li Ka-shinga.

## Zgradba
Na atlantski strani je vhod v zaliv Limón (Bahía Limón) med prelomoma Colón in Fort Sherman (Fuerte Sherman) pa je začetek kanala. Limonski zaliv služi kot pot za čakajoče ladje. Njen južni konec, 8,7 kilometra od vhoda, je tudi začetek 3,1 kilometra dolgega dostopnega kanala do Gatunskih zapornic. V Gatunskih zapornicah se ladje dvignejo do umetnega Gatunskega jezera, ki je v povprečju 26 metrov nad morjem.
Pred Gatúnskimi zapornicami je na jugozahodu jezera viden 2300 metrov dolg zemeljski jez, sredi katerega obokan betonski zid s 14 velikimi jeklenimi vrati nadzoruje odtok iz jezera. Za jezom je hidroelektrarna, ki napaja delovanje zapornic in nadzor jezu z električno energijo. Z jezom je bil Río Chagres dotlej obsojen, da so lahko ladje potovale v Gatúnskem jezeru. V kanal Gatúnskega jezera sledi nekdanjemu dnu reke Río Chagres v izkopanem in dobro betoniranem, 18 kilometrov dolgem plovnem toku. Pot obide različne otoke, vključno z največjim in najbolj znanim otokom, otokom Barro Colorado z istoimensko raziskovalno postajo Smithsonian Institution. Zaradi intenzivnega opazovanja, ki so ga mednarodni raziskovalci izvajali od leta 1946, tropski deževni gozd na Barro Colorado velja za najbolje raziskanega na zemlji. Manjši čolni, kot so službeni čolni uprave Panamskega kanala in zasebne jadrnice, se lahko v jezeru, imenovanem Banana Cut, odpravijo skozi ozek prehod med dvema manjšima otokoma.
Gatunsko jezero se združi v še vedno dotrajani del Río Chagres, ki ga ladje spremljajo več kot 8 kilometrov do kraja Gamboa. Tu se začne približno 13 km dolg vsek Culebra ali preboj Gaillarda skozi gore celinskega razvodja. Prekop je bil prvotno širok le 152 metrov na tej poti, tako da se velike ladje niso mogle srečati. Leta 2002 so odsek razširili na 192 metrov v ravni črti in na 222 metrov v ovinku. Od takrat je bilo mogoče stalno voziti v obe smeri, kar je privedlo do prihranka časa več kot 16 %.
Malo pred koncem preboja Gaillard prečka prekop na višini 80 m most s poševnimi zategami Puente Centenario (Stoletni most), most s šestimi voznimi pasovi.
Preboj Gaillarda se konča pri zapornici Pedro Miguel, ki sproži spust v Tihi ocean in vodi v, tudi umetno zajezeno, le približno dva kilometra dolgo jezero Miraflores.
Na drugi strani jezera 16,5 metra nad srednjo gladino Tihega oceana je vhod v zapornice Miraflores. Takoj ob vhodu je jez Miraflores, 133 metrov dolg betonski jez z osmimi jeklenimi vrati, ki ga je mogoče dvigniti za nadzor izliva iz zapornici Pedro Miguel in Río Cocoli, ki se izliva v jezero. 
Po zapornicah Miraflores je naravni dostopni kanal mimo pristaniških zmogljivosti Balboa in pod Puente de las Américas (most Amerike) v Panamski zaliv. Puente de las Américas ima glavno višino 61,3 m nad srednjo višino visoke vode, zato je višina ladij omejena na 57,91 m nad nivojem vode. Začetek in konec prekopa na pacifiški strani je na koncu dolgega jezu označen z gorovjem pri Isli Perico. Pot od zapornic do boje je dolga dobrih 12 kilometrov. Jez služi manj kot zaščita pred prihajajočimi valovi. Namesto tega naj bi preprečil vstop blata s tokom, ki teče vzdolž obale.
Da bi se izognili kakršnim koli nesporazumom s številnimi krivuljami in spremembami smeri, se vse ladje, ki plujejo iz Atlantika v Tihi ocean, označujejo kot južne, tiste v nasprotni smeri proti Atlantiku pa kot severne.

## Zapornice
Panamski prekop ima tri sisteme zapornic, ki so zasnovane v paru za nastop v prometu in kot previdnost pri prekinitvah vzdrževanja:
- Gatúnske zapornice so nameščene na atlantski strani takoj za dostopnim kanalom, ki dvigajo ladje s tremi zaporednimi zapornimi komorami do Gatunskega jezera, 25,9 metra nadmorske višine. Ladje gredo iz ene zaporne komore neposredno v naslednjo, zgornja vrata ene komore so tudi spodnja vrata naslednje komore. Razpon plimovanja v dostopnem kanalu je le 0,6 metra in zato praktično ne vpliva na delovanje zapornice. Raven Gatunskega jezera se prav tako dvigne na največ 26,5 metra nadmorske višine, tako da lahko to razliko zlahka obdela zgornja komora. Tri komore imajo zato hod ali višina padca skoraj devet metrov.

Sprva so bile zapornice v Gatunu zasnovane tako, da bodo široke 28,5 m. Leta 1908 je ameriška mornarica zahtevala, da se širina poveča na najmanj 36 m, da bi omogočila prehod velikih vojnih ladij. Sklenjen je bil kompromis in zapornice so bile zgrajene v širini 33,53 m. Vsaka zapornica je dolga 320 m, debelina sten pa je od 15 m na dnu do 3 m na vrhu. Osrednji zid med vzporednima zapornicama pri Gatunu je debel 18 m in visok preko 24 m. Jeklena vrata so v povprečju debela 2 m, široka 19,5 m in visoka 20 m.
Piloti Panamskega prekopa sprva niso bili pripravljeni obvladovati pilotske palube letalonosilk, ki štrlijo čez trup na obeh straneh ladje. Ko je leta 1928 USS Saratoga prvič plula skozi zapornice Gatun, je ladja prevrnila vse betonske stebre vzdolž kanala.
Leta 2016 je desetletje trajajoč širitveni projekt ustvaril večje zapornice, kar je omogočilo večjim ladjam tranzit skozi globlje in širše kanale. Dovoljene mere ladij, ki uporabljajo te zapornice, so se povečale za 25 odstotkov v dolžino, 51 odstotkov v širino in 26 odstotkov v ugrez, kot je določeno z novo metriko Panamax.
- Zapornice Pedro Miguel so nameščene na izhodu preboja Gaillard na pacifiški strani s samo eno zaporno komoro s hodom 9,5 metra.
- Zapornice Miraflores so na pacifiški strani na tamkajšnjem dostopnem kanalu z dvema neposredno zaporednima zaklepnima prekatoma in s hodom ali višino padca skupaj 16,5 metra. Vendar je vodostaj Tihega oceana v povprečju za 20 centimetrov višji od nivoja Atlantika pred Gatunskimi zapornicami[49], območje plimovanja pa do 6,55 metra[50]. Zapornice Miraflores morajo zato premagati višinsko razliko vsaj 13 metrov in največ skoraj 20 metrov.

## Projekt posodobitve
Prve ideje o širitvi prekopa so se pojavile v 1930-ih zaradi potreb ameriške mornarice, saj so bile nekatere ladje prevelike za plovbo skozi obstoječi kanal. Prva dela so se začela leta 1939, a so jih zaradi izbruha druge svetovne vojne ustavili.
Avgusta 2014 je minilo že 100 let od odprtja Panamskega prekopa. Takrat naj bi Uprava Panamskega prekopa (Autoridad del Canal de Panamá - ACP) odprla razširjen in posodobljen prekop. Dela so se intenzivno izvajala že od septembra 2007, ko je Panamski predsednik Martin Torrijos z razstrelitvijo zemljine svečano otvoril pričetek gradnje. 23. oktobra 2006 so volivci na referendumu podprli širitev prekopa, ki naj bi omogočil promet tudi večjim (širšim) ladjam, s tem povečal promet in še dodatno spodbudil trgovino . Razširitev bo omogočila, da bo lahko prekop preplulo bistveno več ladij, tudi velike tovorne ladje, tankerji in križarke, ki so za sedanji prekop preširoke oziroma prevelike.
Za izboljšanje zmogljivosti so bile izvedene številne izboljšave za čim večjo uporabo sistema zapornic:
- Izvedba izboljšanega sistema osvetlitve zapornic;
- Izgradnja dveh veznih postaj v Culebra vkopu;
- Razširitev Culebra vkopa s 192 na 218 metrov;
- Izboljšave flote vlačilcev;
- Izvedba sistema vrtiljaka v zapornicah Gatun;
- Razvoj izboljšanega sistema za razporejanje plovil;
- Poglobitev navigacijskih kanalov Gatunskega jezera z 10,4 na 11,3 metra PLD;
- Sprememba vseh struktur zapornic, da se omogoči dodaten ugrez približno 0,30 metra;
- Poglabljanje vhodov v Pacifik in Atlantik;
- Izgradnja novega pretoka v Gatunu za zaščito pred poplavami.

Te izboljšave so povečale zmogljivost s 300 milijonov PCUMS (2008) na 340 PCUMS (2012). Te izboljšave so se začele pred projektom novih zapornic in ga dopolnjujejo.

## Posodobljen prekop je odprt
26. junija 2016 je bil odprt prenovljen Panamski prekop, ki so ga gradili devet let. V sklopu prenove so na obeh straneh prekopa skopali nova kanala, ki sta sedaj globlja in povečali zapornice tako, da bodo po njem lahko plule tudi ladje razreda neopanamax, ki lahko tovorijo kar trikrat več tovora kot ladje razreda panamax - največje, ki so še lahko plule skozi stari prekop. Manjše ladje bodo še vedno plule po stari poti, večje ladje pa bodo vstopale skozi nove zapornice. 
V sklopu prenove so spremenili sistem porabe vode na zapornicah tako, da bodo uporabili devet na novo narejenih bazenov, od katerih vsak drži za 18 olimpijskih bazenov vode. Na ta način bodo lahko 60 odstotkov vode ponovno uporabili in ne bo več odtekala v morje kot pri starih zapornicah.
Novemu prekopu so se že prilagodila tudi nekatera sosednja pristanišča kolumbijska Cartagena, Callao v Peruju in San Antoniu v Čilu.
- Zapornice Pedro-Miguel, zadaj zapornice Miraflores
- Gatúnske zapornice
- Gatúnske zapornice
- Muli v zapornici Miraflores

Prvotni kanal je imel dva pasova, vsak s svojim nizom zapornic. Projekt širitve je dodal tretji pas z izgradnjo kompleksov zapornic na vsakem koncu kanala. En kompleks zapornic je na pacifiški strani, jugozahodno od obstoječih zapornic Miraflores. Drugi je vzhodno od obstoječih zapornic Gatun. Vsak od teh novih kompleksov zapornic ima tri zaporedne komore, ki so namenjene premikanju plovil z morske gladine na gladino Gatunskega jezera in nazaj navzdol.
Vsaka komora ima tri bočne bazene za varčevanje z vodo, skupno devet bazenov na zapornico in skupno 18 bazenov. Tako kot originalne zapornice se bodo tudi nove zapornice in njihovi bazeni polnili in praznili gravitacijsko, brez uporabe črpalk. Lokacija novih zapornic uporablja velik del območja, ki so ga leta 1939 izkopale Združene države in leta 1942 zaradi druge svetovne vojne prekinile. Nove zapornice so povezane z obstoječim kanalskim sistemom prek novih navigacijskih kanalov. Nove zapornice so dolge 427 m, široke 55 m in globoke 18,3 m. Uporabljajo navojna vrata namesto zakotnih vrat, ki jih uporabljajo originalne zapornice. Rolo vrata se uporabljajo v skoraj vseh obstoječih zapornicah z dimenzijami podobnimi novim in so preizkušena tehnologija. Nove zapornice uporabljajo vlačilce za namestitev plovil namesto električnih lokomotiv. Tako kot pri rolo vratih se v te namene v zapornicah podobnih dimenzij uspešno in široko uporabljajo vlačilci.

### Bazeni za varčevanje z vodo
Nove zapornice imajo rezervoarje za varčevanje z vodo, ki zmanjšujejo količino vode, ki je potrebna za delovanje zapornice. Delovanje tako stare kot nove zapornice uporablja gravitacijo in ventile. Črpanje ni vključeno.
Delovanje zapornic, starih in novih, uporablja vodo iz jezera Gatun. Tudi v prvotni situaciji z dvema zapornima pasovoma je lahko oskrba z vodo omejena ob koncu sušne sezone v Panami, ko je vodostaj jezera nizek. Dodatek tretjega niza zapornic je pomenil, da je treba to vprašanje oskrbe z vodo obravnavati.
Pri novih zapornicah so trije bazeni povezani z vsako komoro zapornice. Izgubljena prostornina na cikel je dve petini prostornine komore »gibajoče se vode«. Druge tri petine se ponovno uporabijo. Enak prihranek vode, ki temelji na enakem principu, bi lahko dosegli z dodajanjem več zapornic. Če bi zgradili stopnišče z osmimi komorami (namesto treh) za dvig 26 m, bi uporabili 3,25 m vodno rezino na cikel. Vendar pa bi to zahtevalo, da ladje potujejo skozi osem zapornic, zaradi česar bi bilo upravljanje ladij manj učinkovito.
Poraba vode se izračuna na posamezen cikel zapornice. Določena je s prostornino vode v komori zapornice med ravnmi, ki jih obravnava. V bistvu vsak cikel uporablja količino vode, ki jo izpusti zaporna komora (njena širina, pomnožena z njeno višino in globino). Ko so zapornice v stopnicah, kot pri Panamskem prekopu, je za ta izračun pomembna le prva (najvišja) komora zapornice. Nobena od spodnjih zapornic ne uporablja dodatne vode; imata enako prostornino. Poleg tega podvodna prostornina ladje ni pomembna, ker je ta prostornina prisotna tako pred in po spremembi nivoja vode in je tako del nepremikane prostornine.
Porabljena voda na delovni cikel zapornice je torej enaka količini vode, ki priteče v prvo (zgornjo) komoro zapornice, ko jo polnimo iz jezera Gatun. Zmanjšanje tega volumna zahteva zmanjšanje širine, dolžine ali višine dviga komore. Upoštevajte, da je bila višina dviga že zmanjšana s postavitvijo skupne spremembe višine 26 m v tri zapore. Če bi to spremembo izvedli v eni komori zapornice, bi bila izgubljena prostornina vode trikrat večja.
Bazeni za varčevanje z vodo delujejo na naslednji način: prostornino vode, ki jo premakne zaporna komora (npr. višina 9 m), je mogoče razdeliti na pet enakih vodoravnih "rezin" (tukaj 1,8 m vsaka). Ko kanal začne delovati, se komora enkrat napolni iz jezera Gatun. Nato se pri praznjenju komore zgornje tri rezine (1, 2 in 3) eno za drugo izpraznijo v tri bazene, vsako na zaporedno nižji višini. To pomeni, da se vodna rezina 1 s pomočjo gravitacije in ventilov izprazni v bazen, ki je na isti ravni kot vodna rezina 2. Nato se vodna rezina 2 izprazni v bazen na isti ravni kot vodna rezina 3, rezina 3 pa je izpraznijo v bazen na isti ravni kot rezina 4. Vodni rezini 4 in 5 se izpraznita v naslednjo komoro zapornice in se "izgubita" (kot pri prvotnih kanalskih zaporah).
Ko zapornica premakne ladjo navzgor, se komora zapre in voda iz bazena na nivoju 4 se spusti v komoro in napolni rezino 5. Nato nivo bazena 3 napolni nivo 4 in bazen 2 napolni nivo 3. Nato iz ravni 2 in 1 se polnita iz jezera Gatun, kar "stane" prostornine 3,6 m namesto 9 m nad območjem komore (2/5 višine nadmorske višine). Ladja je zdaj na ravni jezera Gatun in ga lahko prečka.

### Plovni kanal
V skladu z načrtom je bil izkopan 3,2 km dolg dostopni kanal za povezavo novih atlantskih zapornic z obstoječim morskim vhodom v prekop. Za povezavo novih zapornic na pacifiški strani z obstoječimi kanali sta bila zgrajena dva nova dostopna kanala:
- 6,2 km severni dostopni kanal, ki povezuje novo zapornico na pacifiški strani z odsekom Culebra, ki obide jezero Miraflores. Ta kanal poteka vzdolž novega jezu Borinquen, ki ga ločuje od jezera Miraflores (ki ima vodostaj, ki je zaradi premika zapornic Pedro Miguel nižji za 9 m).
- 1,8 km južni dostopni kanal, ki povezuje novo zapornico z obstoječim morskim vhodom v Tihi ocean

Novi kanali tako na atlantski kot na pacifiški strani so široki vsaj 218 metrov, kar plovilom Post-Panamax omogoča plovbo v eni smeri.